# Miguel Ángel Moratinos Cuyaubé
Miguel Ángel Moratinos Cuyaubé (Madrid, Espanya, 8 de juny de 1951) és un polític i diplomàtic espanyol, que fou cap del Ministeri d'Afers Exteriors i Cooperació d'Espanya entre 2004 i 2010.

## Joventut
Després d'estudiar al Liceu Francès de Madrid es va llicenciar en dret i en ciències polítiques, sent un gran poliglot al dominar idiomes com el castellà, francès, anglès, rus i serbi.

## Carrera diplomàtica
Va ingressar en la carrera diplomàtica treballant en el Ministeri d'Afers Exteriors d'Espanya des de 1974 fins al 1979 com a Director per a les relacions amb l'Europa de l'Est. Després va estar destinat a l'ambaixada d'Espanya a Iugoslàvia fins al 1984, des d'on passa a la del Marroc fins al 1987, moment en el qual fou nomenat Sotsdirector General per a Àfrica del Nord. El 1991 fou nomenat director de l'Institut per a la Cooperació amb el Món Àrab, convertint-se en un especialista de l'Orient Pròxim, molt respectat tant per àrabs com per jueus, sent nomenat Director General de Política Exterior para Àfrica Subsahariana i Orient Pròxim el 1993.
El 1996, després de l'arribada del PP al poder del govern d'Espanya, fou nomenat ambaixador a Israel, abandonant el càrrec a finals d'any per esdevenir alt representant de la Unió Europea en el procés de pau àrabo-israelià, càrrec que ocuparia fins al 2003.

## Política espanyola
El 2004 en les eleccions generals fou escollit diputat al Congrés dels Diputats pel PSOE i fou nomenat pel president José Luis Rodríguez Zapatero, Ministre d'Afers Exteriors i Cooperació, sent una de les seves primeres missions la retirada espanyola de la Guerra de L'Iraq, el que comportà tensions amb el govern dels Estats Units.
Durant l'any 2007 Moratinos fou el President de l'Organització per a la Seguretat i la Cooperació a Europa (OSCE).
El 2010 Moratinos abandonà el govern en la remodelació de l'octubre de 2010 essent succeït en el càrrec per Trinidad Jiménez

Recentment ha presentat la seva candidatura a Director General de la FAO.

## Vida privada
La seva dona és Dominique Maunac, professora d'anglès al Liceu Francès de Madrid i vinculada a la intel·ligència francesa.